# 暁に祈る
『暁に祈る』（あかつきにいのる、旧字体：曉に祈󠄀る）は、1940年（昭和15年）に封切られた松竹大船映画、およびその主題歌である戦時歌謡である。

## 映画『征戦愛馬譜暁に祈る』
佐々木康監督、田中絹代ほか出演の映画。軍馬を軸に前線の兵士（夫）と銃後の妻を描いた作品。
サブタイトルに「征戦愛馬譜」とあるように、軍馬に対する認識と関心を高めるために陸軍省馬政課（当時の課長は栗林忠道騎兵大佐）が指導・後援して作ったもので、中国大陸でロケを行い、実戦部隊を動員して撮影するほどの力の入れようだった。
有名な主題歌『暁に祈る』のほか、挿入歌として、妻の心情を歌った『愛馬花嫁の唄』（作詞：西條八十、作曲：万城目正、歌：ミス・コロムビア、渡辺はま子、菊池章子）がある。ただし映画の中でもっぱら歌われるのは同じく陸軍省馬政課によって選定された『愛馬進軍歌』である。

### スタッフ
- 製作担当: 大辻梧郎
- 監督: 佐々木康
- 脚本: 斎藤良輔、八木沢武孝
- 撮影: 野村昊
- 美術: 五所福之助
- 音楽: 万城目正
- 後援: 内務省

### キャスト
- 石川真吉: 徳大寺伸
- 真吉の妻・千代: 田中絹代
- 真吉の父・謙作: 河村黎吉
- 冬木清一: 夏川大二郎
- 松田部隊長: 佐分利信
- 唄う兵隊: 伊藤久男
- 千代の母・坂田しげ: 葛城文子
- しげの娘・志津: 汀陽子
- 文三:坂本武
- 文三の妻・お時:飯田蝶子
- 孫作次:横山準
- 原口上等兵: 笠智衆

### あらすじ
千代は牧場の跡取り娘で、母親のしげから牧童頭の冬木との結婚を勧められていたが、となり村の真吉と恋仲になり真吉に嫁いでしまう。そのためしげは千代と親子の縁を切っていた。ある日真吉が出征することになり、真吉の親友でもある冬木は千代を許すようしげを説得するがしげは首を縦に振らない。
やがて真吉と千代が育てていた馬・太郎が軍に徴発されることになるが時を同じくして冬木にも召集令状が来る。騎兵軍曹である冬木は隊長に掛け合って太郎を自分の馬にしてもらい、大陸に出陣する。太郎のおかげで手柄を立てた冬木は真吉の部隊が近くにいることを知り、会いに行くが、真吉は前日の戦闘で戦死したところだった。
真吉の戦死の報は内地にも届き、しげは娘を連れ戻しに嫁ぎ先に行くが、千代は一生真吉の妻であり続けると母に告げる。しげはやっと娘の真心を知り、縁切りを解き、娘に謝罪する。大陸では真吉の遺骨を抱いた冬木が、太郎の背にまたがり堂々の入城行進を行う。

## 軍歌『暁に祈る』
映画『暁に祈る』の主題歌として「愛馬花嫁」とのカップリングで1940年に発表され、大ヒットした。この曲を歌った伊藤久男は映画にも「唄う兵隊」の役で出演している。
陸軍省馬政課肝煎りの映画であったため、主題歌についても馬政課員の軍人達がたいへん張り切り、作詞を担当した野村俊夫は7回も書き直しを命じられた。その時野村が思わず漏らした「あ～あ」というため息から、この歌の印象的な歌い出しが生まれたという。
このときの馬政課長は、2006年公開の映画『硫黄島からの手紙』で脚光を浴びた栗林忠道（当時騎兵大佐）。栗林はこのほかに「愛馬進軍歌」の選定（1938年）にも関わっている。
詩と曲には、望郷の念にかられる兵士達の思いが見事に描かれており、それが大衆に受け、当初の目的である「軍馬PR映画」の枠を超えてレコードは大ヒットを記録した。この曲や、同じく古関裕而作曲である「露営の歌」などの歌詞やメロディを紐解くと、実は「反戦の歌」であることがわかる。本心では家族と別れ戦争に行きたくはなかった兵士達に共感を得て愛唱された結果、ヒットした。現在でも戦中派に愛唱されている。
1943年（昭和18年）8月〜1944年（昭和19年）8月の（発売から1943年7月までの販売枚数を含まない）レコードの販売枚数は4万1000枚。累計では150万枚売れ、「終戦の翌年に印税が入った」という。
発売は、1940年５月。レコード番号は100021。
|   | 曲       | 作詞     | 作曲     | 編曲       | 歌                                                           |
| - | -------- | -------- | -------- | ---------- | ------------------------------------------------------------ |
| 1 | 暁に祈る | 野村俊夫 | 古関裕而 | 奥山貞吉   | 伊藤久男・コロムビア男声合唱団                               |
| 2 | 愛馬花嫁 | 西條八十 | 万城目正 | 仁木他喜雄 | ミス・コロムビア・渡辺はま子・菊池章子・コロムビア女性合唱団 |